# Busto de Giovanni Vigevano
O Busto de Giovanni Vigevano é um retrato escultural feito em mármore pelo artista italiano Gian Lorenzo Bernini. O busto foi produzido entre 1617 e 1618, sendo posteriormente inserido no túmulo de Vigevano na ocasião de sua morte, em 1630. O túmulo localiza-se na igreja de Santa Maria sopra Minerva, em Roma.